# Waljawa (Tscherkassy)
Waljawa (ukrainisch und russisch Валява) ist ein Dorf in der ukrainischen Oblast Tscherkassy mit etwa 2000 Einwohnern (2022).

Orthodoxe Kirche der Heiligen Jungfrau von 1855

Das Mitte des 16. Jahrhunderts gegründete Dorf liegt an der Fernstraße N 01 10 km nordwestlich vom ehemaligen Rajonzentrum Horodyschtsche und 68 km westlich vom Oblastzentrum Tscherkassy.
Am 12. Juni 2020 wurde das Dorf ein Teil der neugegründeten Stadtgemeinde Horodyschtsche, bis dahin bildete sie die gleichnamige Landratsgemeinde Waljawa (Валявська сільська рада/Waljawska silska rada) im Nordwesten des Rajons Horodyschtsche.
Am 17. Juli 2020 kam es im Zuge einer großen Rajonsreform zum Anschluss des Rajonsgebietes an den Rajon Tscherkassy.

## Persönlichkeiten
Waljawa ist der Geburtsort des Malers Hryhorij Laptschenko (Григорій Гнатович Лапченко; 1801–1876).